# Jonathan Marray
Jonathan Marray (* 10. března 1981 Liverpool) je britský profesionální tenista, specialista na čtyřhru. Ve své dosavadní kariéře vyhrál na okruhu ATP World Tour jeden turnaj ve čtyřhře, když s dánským tenistou Frederikem Nielsenem triumfoval v mužské čtyřhře Wimbledonu 2012.
Na challengerech ATP a okruhu ITF získal do července 2012 pět titulů ve dvouhře a třicet jedna ve čtyřhře.
Na žebříčku ATP byl ve dvouhře nejvýše klasifikován v dubnu 2005 na 215. místě a ve čtyřhře pak v červenci 2012 na 21. místě. Trénuje ho Dave Marray.
Na travnatém turnaji v Queen's Clubu 2004 podlehl Lleyton Hewitt po setech 7–611 a 7–612, když měl v každé sadě několik setbolů a další Hewittovy setboly a mečboly odvrátil.
V mužské grandslamové čtyřhře zvítězil nečekaně ve Wimbledonu 2012 společně s dánským tenistou Frederikem Nielsenem (oba zde startovali na divokou kartu) po pětisetovém výsledku 6:4, 4:6, 6:7, 7:6 a 3:6 nad pátým nasazeným párem Robert Lindstedt a Horia Tecău. Švédsko-rumunský pár nezvládl již třetí wimbledonské finále v řadě, přestože o den dříve v semifinále vyřadil druhou nasazenou dvojici amerických dvojčat Mikea a Boba Bryanových.

## Finále na Grand Slamu

### Mužská čtyřhra: 1 (1–0)

#### Vítěz
| Rok  | Turnaj    | Spoluhráč        | Finalisté                    | Výsledek                  |
| ---- | --------- | ---------------- | ---------------------------- | ------------------------- |
| 2012 | Wimbledon | Frederik Nielsen | Robert Lindstedt Horia Tecău | 4–6, 6–4, 7–65, 65–7, 6–3 |

## Tituly na challengerech ATP a okruhu Futures
| Legenda             |
| ------------------- |
| Challengery (15 Č)  |
| Futures (5 D; 16 Č) |

### Dvouhra (5)
| Č. | Datum              | Turnaj                       | Povrch | Finalista          | Výsledek      |
| -- | ------------------ | ---------------------------- | ------ | ------------------ | ------------- |
| 1. | 11. listopadu 2000 | India F4, Laknaú             | tráva  | Leslie Demiliani   | 7–5, 0–6, 7–5 |
| 2. | 20. září 2003      | Great Britain F9, Sunderland | tvrdý  | Richard Bloomfield | 6–4, 7–63     |
| 3. | 8. května 2004     | Uzbekistan F3, Namangan      | tvrdý  | Alexej Kedrjuk     | 6–3, 6–4      |
| 4. | 15. května 2004    | Uzbekistan F4, Andižan       | tvrdý  | Ajsám Kúreší       | 7–63, 6–3     |
| 5. | 14. května 2006    | Greece F2, Syros             | tvrdý  | James Cerretani    | 6–4, 6–3      |

### Čtyřhra: (31)
| Č.  | Datum             | Turnaj                 | Povrch    | Spoluhráč          | Finalisté                             | Výsledek            |
| --- | ----------------- | ---------------------- | --------- | ------------------ | ------------------------------------- | ------------------- |
| 1.  | 4. února 2002     | Jorhat                 | antuka    | David Sherwood     | Rohan Bopanna Vijay Kannan            | 4–6, 7–6(6), 7–6(8) |
| 2.  | 25. května 2002   | Montego Bay            | antuka    | David Sherwood     | Simon Larose Kiantki Thomas           | 4–6, 2–1skreč       |
| 3.  | 23. září 2002     | Sunderland             | tvrdý (h) | David Sherwood     | Johannes Ager Alan Mackin             | 7–6(2), 4–6, 6–4    |
| 4.  | 10. února 2003    | Southampton            | tvrdý     | David Sherwood     | Satoši Iwabuči Michihisa Onoda        | 6–3, 7–5            |
| 5.  | 7. dubna 2003     | Dauhá                  | tvrdý     | David Sherwood     | Ivo Klec Ajsám Kúreší                 | 3–6, 6–2, 7–6(3)    |
| 6.  | 4. srpna 2003     | Bath                   | tvrdý (h) | Mark Hilton        | Richard Crabtree Simon Dickson        | 3–6, 6–2, 7–6(3)    |
| 7.  | 15. září 2003     | Sunderland             | tvrdý (h) | Mark Hilton        | Daniel Kiernan David Sherwood         | 3–6, 6–2, 7–6(3)    |
| 8.  | 3. listopadu 2003 | Montego Bay            | tvrdý     | Andrew Banks       | Jacob Adaktusson Gabriel Montilla     | 6–4, 6–3            |
| 9.  | 22. března 2003   | Athény                 | tvrdý     | Mark Hilton        | Tomasz Bednarek Andres Dellatorre     | 6–3, 5–2skreč       |
| 10. | 3. května 2004    | Namangan               | tvrdý     | Daniel Kiernan     | Alexej Kedrjuk Orest Tereščuk         | 6–4, 6–3            |
| 11. | 13. září 2004     | Mylhúzy                | tvrdý     | David Sherwood     | Josselin Ouanna Alexandre Sidorenko   | 6–2, 6–1            |
| 12. | 24. ledna 2005    | Wrexham                | tvrdý (h) | Mark Hilton        | Tuomas Ketola Frederik Nielsen        | 6–3, 6–2            |
| 13. | 28. března 2005   | Bath                   | tvrdý (h) | Mark Hilton        | Mustafa Ghouse Scott Lipsky           | 6–4, 6–4            |
| 14. | 18. dubna 2005    | Nottingham             | tvrdý     | Mark Hilton        | Mustafa Ghouse Harsh Mankad           | 6–4, 3–6, 6–3       |
| 15. | 11. července 2005 | Manchester             | tráva     | Mark Hilton        | James Auckland Daniel Kiernan         | 6–3, 6–2            |
| 16. | 6. března 2006    | Kjóto                  | koberec   | Alun Jones         | Prakash Amritraj Rohan Bopanna        | 6–4, 3–6, 14–12     |
| 17. | 24. července 2006 | Nottingham             | tráva     | Lee Martin         | Joshua Goodall Ross Hutchins          | 3–6, 6–3, 10–3      |
| 18. | 31. července 2006 | Ilkley                 | tráva     | James May          | Shane La Porte James Ludlow           | 7–6(3), 6–3         |
| 19. | 14. srpna 2006    | Štýrský Hradec         | tvrdý     | Ross Hutchins      | James Auckland Jamie Delgado          | 6–7(5), 6–4, 15–13  |
| 20. | 8. prosince 2008  | Frýdlant nad Ostravicí | tvrdý (h) | Colin Fleming      | Andis Juška Konstantin Kravčuk        | 6–3, 3–2skreč       |
| 21. | 15. prosince 2008 | Opava                  | koberec   | Colin Fleming      | Jaroslav Pospíšil Jiří Školoudík      | 7–6(3), 6–3         |
| 22. | 19. ledna 2009    | Sheffield              | tvrdý (h) | Richard Broomfield | Dušan Karol Jiří Krkoška              | 7–6(3), 6–3         |
| 23. | 13. července 2009 | Manchester             | tráva     | Joshua Goodall     | Colin Fleming Ken Skupski             | 6–7(1), 6–3, 11–9   |
| 24. | 7. září 2009      | Alphen aan den Rijn    | antuka    | Jamie Murray       | Sergej Bubka Serhij Stachovskyj       | 6–1, 6–4            |
| 25. | 2. listopadu 2009 | Nur-Sultan             | tvrdý (h) | Jamie Murray       | David Martin Rogier Wassen            | 6–1, 6–4            |
| 26. | 11. ledna 2010    | Salinas                | tvrdý     | Jamie Murray       | Sanchai Ratiwatana Sonchat Ratiwatana | 6–3, 6–4            |
| 27  | 8. února 2010     | Bergamo                | tvrdý     | Jamie Murray       | Karol Beck Jiří Krkoška               | 6–1, 62–7, [10–8]   |
| 28  | březen 2011       | Sarajevo               | tvrdý     | Jamie Delgado      | Yves Allegro Andreas Beck             | 7–6(4), 6–2         |
| 29  | listopad 2011     | Loughborough           | tvrdý     | Jamie Delgado      | Sam Barry Daniel Glancy               | 6–2, 6–2            |
| 30  | březen 2012       | Sarajevo               | tvrdý     | Dustin Brown       | Michal Mertiňák Igor Zelenay          | 7–62, 2–6, [11–9]   |
| 31  | 21. března 2012   | Řím                    | antuka    | Dustin Brown       | Andrei Dăescu Florin Mergea           | 6–4, 7–60           |